# Lone Justice
I Lone Justice sono stati un gruppo musicale statunitense di musica country rock, formatosi nel 1982 e scioltosi nel 1987, originario di Los Angeles.

## Formazione
- Maria McKee
- Ryan Hedgecock
- Marvin Etzioni
- Don Heffington
- Tony Gilkyson

## Discografia

### Album
- 1985 - Lone Justice
- 1986 - Shelter
- 1993 - BBC Radio 1 Live in Concert
- 1998 - This World Is Not My Home
- 2014 - This Is Lone Justice: The Vaught Tapes 1983

### Singoli ed EP
- 1985 - Sweet, Sweet Baby (I'm Falling)
- 1985 - Ways to Be Wicked
- 1986 - Shelter
- 1987 - I Found Love